# Scapania griffithii
Scapania griffithii là một loài rêu tản trong họ Scapaniaceae. Loài này được Schiffner miêu tả khoa học lần đầu tiên năm 1899.